# Franz Sanchez
(Sanchez a Felix Leiter)
Franz Sanchez è un personaggio immaginario, nemico del protagonista James Bond, e il principale antagonista nel film 007 - Vendetta privata (1989), il primo della serie a non essere basato su un romanzo di Ian Fleming. Interpretato dall'attore americano Robert Davi, è basato sul colombiano Pablo Escobar, supertrafficante, uno dei più famosi, spietati e temuti criminali del mondo. Davi ha trascorso settimane a studiare la musica e la cultura colombiana prima di assumere il ruolo.

## Caratteristiche
Sanchez è uno dei più importanti narcotrafficanti del centroamerica. Il suo impero si basa sulla fiducia. Ha un sofisticato sistema di distribuzione e il trasporto della droga fatta attraverso dei camion con lo sviluppo di una tecnica che dissolve la droga nella benzina trasportata nelle autocisterne. Finanzia anche un telegiornalista, Joe Butcher che usa il suo show in TV come punto di contatto con la sua rete di distribuzione. Estremamente brutale nell'affrontare le situazioni, Sanchez vive una vita di lusso e dispone di un grande impianto di trasformazione di cocaina nascosta in una località remota all'interno dell'istituto religioso di meditazione del professor Butcher. Come animale domestico ha un'iguana verde che indossa una collana di diamanti.

## Film
Rintracciato dall'antidroga a Key West, in Florida, Sanchez viene inseguito da Felix Leiter e dalla DIA. Con l'aiuto di James Bond, Leiter, in pieno giorno di nozze, arresta Sanchez, che, dopo aver corrotto il funzionario responsabile della sua custodia, fugge e invia i suoi uomini a vendicarsi di Leiter, violentando e uccidendo la moglie, Della, e facendo divorare una gamba di Felix ad uno squalo.
Bond parte per preparare la sua vendetta personale contro Sanchez, dopo aver dato le dimissioni dall'MI6 che gli revoca la Licenza di uccidere. Bond si infiltra nell'organizzazione di Sanchez che intende distruggere con l'aiuto di Lupe Lamora, amante di Sanchez, di Pam Bouvier, pilota e informatore della CIA e di Q che, contattato da Moneypenny senza che M ne sia a conoscenza, fornisce i dispositivi tecnologici necessari a 007 per affrontare i trafficanti.
Nelle scene del duello finale tra i due, dopo che Bond fa esplodere la fabbrica di cocaina, si trovano ad affrontarsi in una strada, su un convoglio di camion che trasportano la droga miscelata con la benzina. 007 distrugge tutti i camion, tranne uno, dove sono i due, che si rovescia e finisce fuori strada, cadendo in un burrone. Quando Sanchez, ricoperto di benzina, minaccia di uccidere 007 con un machete, Bond, con l'accendino datogli da Felix e Della Leiter, dà fuoco al narcotrafficante che avvolto dalle fiamme, muore carbonizzato in seguito all'esplosione causata dalla perdita di carburante della cisterna.

## Omicidi commessi da Franz Sanchez
- Milton Krest, fatto esplodere in una camera stagna credendolo un traditore a seguito di un inganno di Bond;
- Il colonnello Heller, responsabile della sua sicurezza impalato con un muletto dopo che Bond gli aveva fatto credere che fosse un infiltrato;
- Truman-Lodge, colpito con una raffica di mitra in un raptus d'ira dopo che gli aveva fatto notare le perdite subite nel tentativo di uccidere Bond;

## Altre apparizioni
Sanchez appare nel videogioco 007 Legends nei livelli Vendetta privata (Missione 3).

## Scagnozzi
- Dario
- Lupe Lamora
- Milton Krest
- Colonnello Heller
- Truman-Lodge
- Ed Killifer
- Perez
- Braun
- Presidente Hector Lopez
- Professor Joe Butcher